# Last Night (álbum)
Last Night es el octavo álbum de estudio de Moby, lanzado en marzo de 2008. En este álbum retomó sus ritmos iniciales para regresar a nivel masivo al pop. 
En Last Night, Moby regresó a hacer música dance. El concepto de este álbum es el de tener una mezcla de música nocturna. Aquí solidifica su unión con DJs pioneros como Todd Terry así como con futuristas como Justice. Desde un track con ritmo espacial como lo es "Ooh Yeah" hasta un track mucho más funky que nos remonta al house de los 90, "Disco Lies". 
El álbum es como una pequeña carta para la vida nocturna de Nueva York, pero ciertos tracks como "I Love to Move in here" con una influencia dance-hop, parece ser creada para los antes de que los clubes estuvieran saturados.
Este último álbum de Moby, es un gran golpe de música dance, el cual con el track "Degenerates" hace que el cuerpo tenga un descanso, con la cual el cuerpo puede comenzar a relajarse.

## Lista de temas
1. "Ooh Yeah" - 5:18
2. "Everyday its 1989" - 3:40
3. "Live for Tomorrow" - 4:02
4. "I Love to Move in Here" - 4:45
5. "257 .zero" _ 3:38
6. "Alice" - 4:27
7. "Hyenas" - 3:35
8. "I'm in Love" - 3:43
9. "Disco Lies" - 3:23
10. "The Stars" - 4:21
11. "Degenerates" - 3:58
12. "Sweet Apocalypse" - 5:19
13. "Mothers of Night" - 3:19
14. "Last Night" - 4:53

## Sencillos
1. "I Love to Move in Here part 2"
2. "I Love to Move in Here part 1"
3. "I Love to Move in Here"
4. "Disco Lies"
5. "Alice"
6. "EVeryday it's 1989"